# Kolimska nizina
Kolimska nizina (rus. Колымская низменность) je nizinska ravnica u sjeveroistočnim dijelovima Jakutije u slivu rijeka Alazeja, Boljšaja Čukočja i donjeg toka rijeke Kolime. Nizinu čini fluvio-jezersko ilovasto tlo debljine oko 120 m. Klima je subarktička.

## Geografija
Kolimska nizina proteže se na 750 km uz rijeku Kolymu od Istočnosibirskog mora do gorja Čerski, između Alazejske visoravni i Jukagirskog visočja. Osim Kolime, druge rijeke u nizini su Alazeja te njeni pritoci Rosoha i Boljšaja Čukočja. Prosječna nadmorska visina Kolimske nizine je 100 metara s povremenim uzvisinama, poput 512 metara visokog Suor Ujata.
Kolimska nizina dio je šireg nizinskog sustava Jana-Kolima, koji uključuje Abisku nizinu južno od gorja Polousni i Jano-Indigirsku nizinu na sjevernoj i zapadnoj strani.